# Водоупорный слой
Водоупорный слой грунта — почвенный слой, который практически не пропускает воду. Фильтрация сквозь водоупорный слой или очень низкая, или же слой полностью не пропускает воду. Водоупорные слои сложены из плотных, задерживающих воду пород: глина, кристаллические или мерзлотные породы. Встречаются слои легко растворимых пород (соли, известняки). Свободно просачиваясь сквозь растворимые и водопроницаемые слои, вода задерживается, дойдя до водоупорного горизонта.
На первом, от поверхности Земли, водоупорном слое накапливаются грунтовые воды. Эти воды в большей мере подвержены загрязнению.
Между двумя водоупорными слоями находятся нижележащие водоносные горизонты — межпластовые воды. Межпластовые воды более чистые, чем грунтовые. Напорные межпластовые воды полностью заполняют водоносный горизонт и находятся под давлением.